# Бурама
Бурама – временное жилище башкир, представляет собой быстровозводимое жилище из брёвен и веток, предназначено для жизни летом на кочевках. Такие жилища не были переносными, но в связи  обилием строительного материала строились на любой летовке. Жилище защищало людей от непогоды и диких зверей. 

## Конструкция
Бурама имеет двухскатную крышу, покрытую корой. Количество брёвен в торцах здания больше для того, чтобы на них опиралась крыша. Пол в жилище земляной, застилался травой, ветками, листьями. Бурама имеет входную дверь и не имеет окон. 
Внутри располагались нары из досок и печь с незакрывающимся отверстием для растопки и прямым дымоходом (чувал). 
Чувалы строили народы горно-лесных районов Башкортостана и Западной Сибири. При переходе к оседлому образу жизни бурама с чувалом использовалась как летняя кухня.

## Топонимика
Слово бурама происходит от башкирского «бура» — сруб.